# 正親町三条実彦
正親町三条 実彦（おおぎまちさんじょう さねひこ）は、江戸時代中期の廷臣。正親町三条家22代。

## 経歴
中御門天皇（114代）時代の廷臣で、公卿まであと一歩という正四位下左近衛中将まで昇進したが、23歳で死去した。

## 系譜
- 父：滋野井公澄
- 母：甘露寺方長の娘
- 養父：正親町三条公統
- 妻：不詳（生母不詳）
  - 男子：正親町三条公積（1721-1777）